# Racoplaca
Racoplaca is een geslacht van zakjeszwammen behorend tot de familie Strigulaceae. De typesoort is Racoplaca subtilissima.

## Soorten
Volgens Index Fungorum telt het geslacht zeven soorten (peildatum februari 2023):
| Soortnaam                    | Auteur(s)                                       | Publicatiejaar |
| ---------------------------- | ----------------------------------------------- | -------------- |
| Racoplaca macrospora         | S.H. Jiang, J.C. Wei & Lücking                  | 2021           |
| Racoplaca maculata           | (Cooke & Massee) S.H. Jiang, Lücking & J.C. Wei | 2020           |
| Racoplaca maculatoides       | S.H. Jiang, J.C. Wei & Lücking                  | 2021           |
| Racoplaca melanobapha        | (Kremp.) S.H. Jiang, Lücking & J.C. Wei         | 2020           |
| Racoplaca subtilissima       | Fée                                             | 1825           |
| Racoplaca transversoundulata | (Sipman) S.H. Jiang, Lücking & J.C. Wei         | 2020           |
| Racoplaca tremens            | (Müll. Arg.) S.H. Jiang, Lücking & J.C. Wei     | 2020           |